# Ander Vilariño
Ander Vilariño (Hondarribia, 6 de novembro de 1979) é um piloto espanhol de automobilismo que correu na World Series by Renault.